# Artemis (álbum de Lindsey Stirling)
Artemis é o quinto álbum de estúdio da violinista, cantora e compositora americana Lindsey Stirling, lançado em 6 de setembro de 2019.

## Singles
O primeiro single, "Underground", foi lançado em 21 de junho de 2019. Seu videoclipe estreou no mesmo dia, e apresenta participações especiais de Sofie Dossi, BDASH e Miranda Wilking.
Em 5 de julho de 2019, o segundo single, "The Upside" foi lançado.
Em 3 de agosto de 2019, uma versão de "The Upside", com Elle King, foi lançada como o terceiro single. A segunda versão da música não apenas adiciona os vocais de King, mas também faz alterações no restante da música.
Em 25 de agosto de 2019, o quarto single, "Guardian" estreou durante um show ao vivo em realidade virtual no aplicativo PC VR Wave, e também foi transmitido ao vivo na página de Lindsey Stirling no Facebook e em seu canal do YouTube.

## Lista de faixas
| Edição padrão  |                                           |                                                |         |  |
| N.º            | Título                                    | Compositor(es)                                 | Duração |  |
| 1.             | "Underground"                             | Stirling Taylor Bird Peter Hanna               | 4:24    |  |
| 2.             | "Artemis"                                 | Stirling Mark Maxwell                          | 3:53    |  |
| 3.             | "Til the Light Goes Out"                  | Stirling Graham Andrew Muron                   | 4:46    |  |
| 4.             | "Between Twilight"                        | Stirling Maxwell                               | 4:19    |  |
| 5.             | "Foreverglow"                             | Stirling Maxwell Afsheen                       | 3:58    |  |
| 6.             | "Love Goes On and On" (featuring Amy Lee) | Stirling Alexander Seaver Amy Lee              | 4:06    |  |
| 7.             | "Masquerade"                              | Stirling Bird Hanna                            | 3:21    |  |
| 8.             | "Sleepwalking"                            | Stirling Petey Martin Meghan Kabir             | 3:47    |  |
| 9.             | "Darkside"                                | Stirling Martin                                | 4:07    |  |
| 10.            | "The Upside"                              | Stirling Bird Hanna Mozella Maize Jane Olinger | 3:47    |  |
| 11.            | "Guardian"                                | Stirling Bird Hanna                            | 3:20    |  |
| 12.            | "Aurora"                                  | Stirling Martin                                | 3:35    |  |
| 13.            | "The Upside" (featuring Elle King)        | Stirling Bird Hanna Mozella Maize              | 3:48    |  |
| Duração total: | Duração total:                            | Duração total:                                 | 51:11   |  |

| faixas bônus da Target |                 |                |         |  |
| N.º                    | Título          | Compositor(es) | Duração |  |
| 14.                    | "Embers"        |                | 3:38    |  |
| 15.                    | "Torch Bringer" |                |         |  |
| Duração total:         | Duração total:  | Duração total: | 58:44   |  |